# شاهار تزوبيري
شاهار تزوبيري (بالعبرية: שחר צוברי) (ولد في 1 سبتمبر 1986) متسابق في لعبة ركوب الأمواج إسرائيلي حاصل على الميدالية البرونزية الأولمبية. وهو ابن شقيق جاد تزوبيري المصارع الأولمبي عام 1972 الذي فر من المسلحين في اللحظات الأولى من عملية ميونخ.

## النشأة
ولدت شاهار تزوبيري في إيلات. بدأ الركمجة في سن السابعة بتشجيع من والده. بعد فوزه في عدد من المسابقات المحلية لركوب الأمواج بدأ التدريب مهنيا. انضم تزوبيري لجيش الدفاع الإسرائيلي في عام 2005 وحصل على لقب الرياضي المتميز وسمح له بالمشاركة في المسابقات الدولية. تدرب مع مجندين في قاعدة زيكيم وثم أصبح كوارترماستر في سلاح البحرية الإسرائيلي في إيلات مسقط رأسه.

## المسيرة
كان الإنجاز الأول لتزوبيري هو الحصول على الميدالية الفضية في رياضة ركوب الامواج عام 2000 ببطولة العالم للفتيان. واضعا في اعتباره المشاركة في دورة الألعاب الأولمبية فقد بدأ في اتقان رياضة القارب الشراعي (الذي كان النموذج المستخدم في دورة الألعاب الأولمبية في ذلك الوقت). في عام 2002 فاز تزوبيري ببطولة العالم تحت سبعة عشر عاما وفي عام 2004 فاز بالميدالية الفضية في بطولة العالم للشباب التي عقدت في بلغاريا.
في عام 2004 قررت ايساف استبدال نموذج ركوب الأمواج إلى ميسترال المنضبط مع القوانين الأولمبية. وجد غالبية المتزلجين الأولمبيين صعوبة في التكيف مع النموذج الجديد على الرغم من أنها كانت تستخدم بالفعل لسنوات. ومع ذلك سنحت الفرصة لتزوبيري الصغير السن باللحاق بمستوى المخضرمين في هذه الرياضة.
في بداية عام 2006 في أول مسابقة ركوب أمواج إسرائيلية التي عقدت باستخدام النموذج الأولمبي أنهى المسابقة باحتلاله المركز الأول بينما حل الحائز على الميدالية الأولمبية مرتين الإسرائيلي غال فريدمان في المركز الرابع.
نتائج تزوبيري الدولية:
- 2007 - الميدالية الفضية في المسابقة التمهيدية للأولمبياد في فرنسا.
- 2007 - احتلال المركز السادس في بطولة كأس الامم الأوروبية التي عقدت في قبرص.
- 2007 - احتلال المركز الثامن في بطولة العالم التي أقيمت في البرتغال.

في بداية عام 2008 فاز بالميدالية البرونزية في بطولة العالم لركوب الامواج التي عقدت في أوكلاند بنيوزيلندا.

## بكين 2008
دخل تزوبيري دورة الألعاب الأولمبية لعام 2008 في ظل غال فريدمان صاحب الميداليتين الأولمبيتين لإسرائيل. كان منصفا خارج قائمة العشر الأوائل في البطولة ولكن تمت ترقيته إلى المركز الأول بعد أول أربع مسابقات من أصل أحد عشر سباق حيث احتل المركزين الأول والثالث على التوالي. في السباقات الأربع التالية فإن أفضل ترتيب حققه هو السادس بينما حقق في باقي السباقات المراكز السابع عشر والثامن عشر والتاسع عشر مما بدا أن أمله في الفوز بميدالية أولمبية يتلاشى. احتل المركزين الأول والرابع في السباقين التاسع والعاشر على التوالي ليحتل في الترتيب العام لجميع المسابقات المركز الرابع ليتجدد أمله في الحصول على ميدالية أولمبية.
فقط قبل بداية السباق الحادي عشر النهائي تم استبعاد اليوناني نيقولاس كاكلاماناكيس الذي كان سينطلق بجانب تزوبيري في خط البداية حيث استخدم تكتيك تقدم الرأس. اعتقد تزوبيري أن لجنة التحكيم استبعدته ولكن في الواقع لم يفعلوا) وقرر أن يلعب وهو آمن عن طريق يدخل السباق من بدايته مجددا وعاد إلى خط البداية. هذا الأمر جعل تزوبيري متخلفا عن أقرب متنافس بفارق دقيقة واحدة تقريبا.
كان يتوجب على تزوبيري احتلال إحدى المراكز الأربع الأول ليكون يحتل في الترتيب العام أحد المراكز الثلاث الأولى للظفر بميدالية أولمبية واستطاع بطريقة غير متوقعة أن يبدأ من المركز الأخير ويحتل في نهاية السباق المركز الثاني وبالتالي المركز الثالث في الترتيب العام بينما خسر البريطاني نيك ديمبسي الميدالية البرونزية بسبب حلوله سابقا في السباق الأخير وبالتالي احتل الترتيب الرابع في الترتيب النهائي.

### مثير للجدل
بعد دورة الألعاب الأولمبية أدلى تزوبيري عددا من التعليقات المسيئة لمضيفيه الصينيين في مقابلة مع صحيفة يديعوت أحرونوت بما في ذلك ما وكالة أسوشيتد برس وصفتها بأنها كلمة بذيئة وينتقد التقاليد الصينية والكلام والطعام مثل: (بعد شهر و نصف وأنا لا يمكنني أن أنظر إلى الشعب الصيني أكثر. تلك تقاليد غريبة وحتى الكلام غريب). تزوبيري أصدر بيانا يعتذر فيه عما بدر منه ووزير الرياضة والثقافة حمل اعتذار تزوبيري إلى السفير الصيني الذي وصفه بأنه (حقير) و (لا يعكس وجهات نظر الشعب الإسرائيلي تجاه الشعب الصيني).

## روابط خارجية
- شاهار تزوبيري على موقع الاتحاد الدولي للملاحة الشراعية (موقع جديد) (الإنجليزية)
- شاهار تزوبيري على موقع الاتحاد الدولي للملاحة الشراعية (موقع قديم) (الإنجليزية)
- شاهار تزوبيري على موقع اللجنة الأولمبية الدولية (الإنجليزية)
- شاهار تزوبيري على موقع أوليمبيديا (الإنجليزية)